# Onciale 0231
- Papyrus
- Onciale
- Minuscules
- Lectionnaire

Le Codex 0231 (dans la numérotation Gregory-Aland), est un manuscrit du Nouveau Testament sur parchemin écrit en écriture grecque onciale.

## Description
Le codex se compose d'une folio. Il est écrit en deux colonnes par page, de 15 lignes par colonne. Les dimensions du manuscrit sont 15 x 11,5 cm,. Les paléographes datent ce manuscrit du IVe siècle.
C'est un manuscrit contenant le texte incomplet de l'Évangile selon Matthieu (26,75-27,1.3-4).
Le texte du codex représenté type mixte. Kurt Aland le classe en Catégorie III. 
Le manuscrit a été examiné par G. R. Roberts en 1950.
Lieu de conservation
Il est conservé à la Ashmolean Museum (P. Ant. 11) à Oxford,.